# حدث في الهرم (مسلسل)
حدث في الهرم هو مسلسل مصري من إنتاج 2004، بطولة أحمد عبد العزيز، سيمون، كريمة مختار، عبد الله فرغلي، ومن تأليف مجدي الإبياري وإخراج إبراهيم الشقنقيري.